# دالة تحليلية

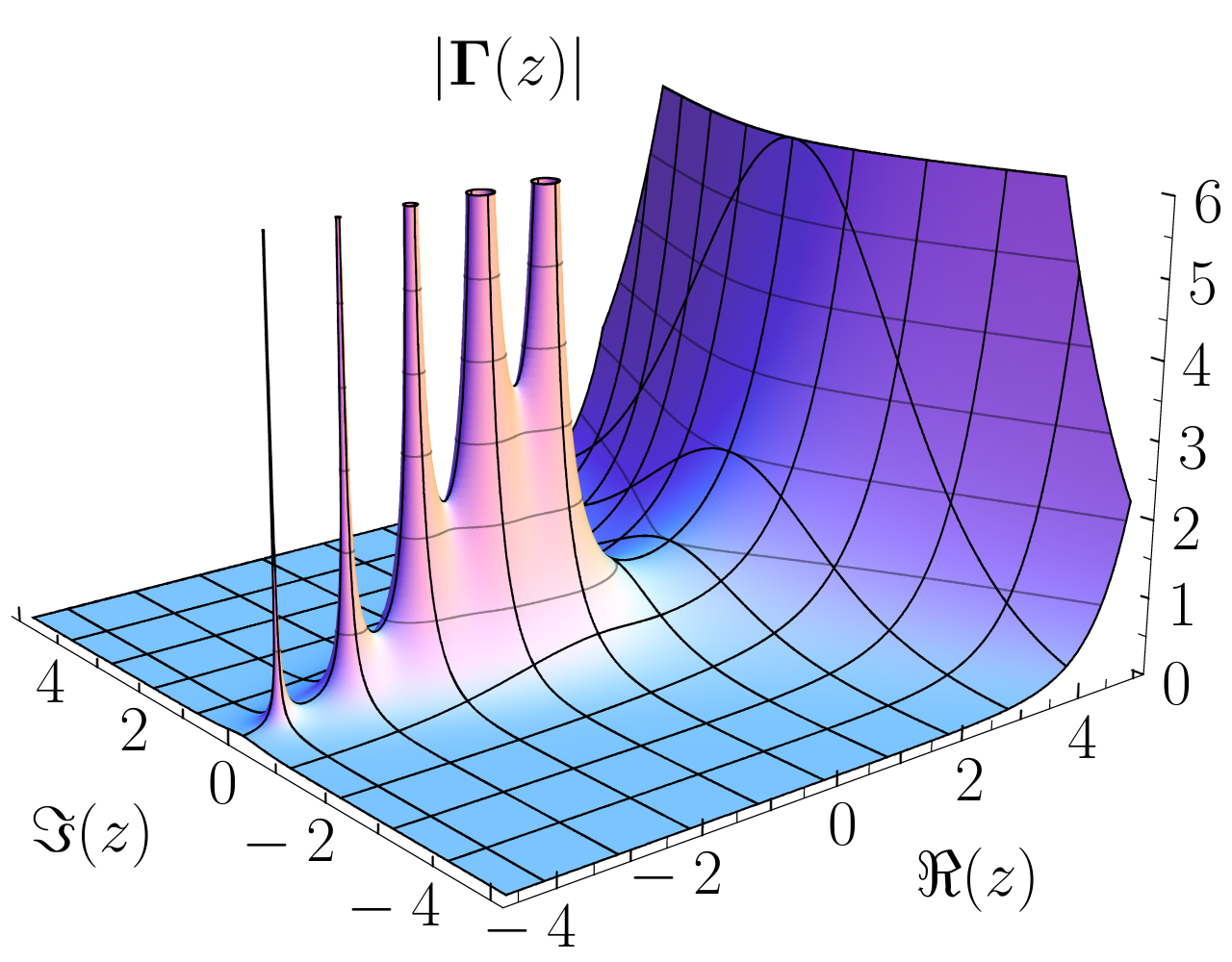

في الرياضيات، دالة تحليلية (بالإنجليزية: Analytic function)‏ هي دالة رياضية يمكن أن يُعبر عنها محليا بواسطة متسلسلة قوى متقاربة. عند الحديث عن دالة تحليلية، قد يُقصد دالة تحليلية حقيقية وقد يُقصد دالة تحليلية عقدية (أي قيمها أعداد عقدية)
فمثلا يُقال عن الدالة (f(x أنها دالة تحليلية في النقطة x0 ، إذا أمكن تمثيل (f(x بمتسلسلة تايلور لقوى (x - x0).

## تعريفات
{\displaystyle {\begin{aligned}f(x)&=\sum _{n=0}^{\infty }a_{n}\left(x-x_{0}\right)^{n}\\&=a_{0}+a_{1}(x-x_{0})+a_{2}(x-x_{0})^{2}+a_{3}(x-x_{0})^{3}+\cdots \end{aligned}}}
{\displaystyle T(x)=\sum _{n=0}^{\infty }{\frac {f^{(n)}(x_{0})}{n!}}(x-x_{0})^{n}}
حيث المعاملات {\displaystyle a_{0},a_{1},\dots } أعداد حقيقية وحيث المتسلسلة تتقارب نحو {\displaystyle f(x)} بالنسبة ل {\displaystyle x} موجود في جوار ما من {\displaystyle x_{0}}.

## أمثلة
من أهم الأمثلة عن الدوال التحليلية ما يلي:
- جميع الدوال الابتدائية
  - متعددات الحدود ذات متغير حقيقي أو متغير عقدي هي دوال تحليلية، مثل {\displaystyle f(x)=a_{n}x^{n}+a_{n-1}x^{n-1}+\cdots +a_{2}x^{2}+a_{1}x+a_{0}}.
  - الدالة الأسية دالة تحليلية. {\displaystyle f(x)=\mathrm {e} ^{x}}.
  - الدوال المثلثية واللوغاريتم ودوال الرفع هن دوال تحليلية في كل مجال مفتوح من مجال تعريفهن. {\displaystyle f(x)=\sin(3x),g(x)=\cos({\sqrt {2}}x)}.
- كل الدوال الخاصة.
  - دوال فوق هندسية
  - دوال بيسل
  - دالة غاما.

من أهم الأمثلة عن الدوال غير التحليلية ما يلي:
- دالة القيمة المطلقة عندما تعرف على مجموعة الأعداد الحقيقية أو الأعداد العقدية، هي ليست بتحليلية في كل مكان لأنها غير قابلة للاشتقاق في الصفر.
- دالة مرافق عدد مركب هي ليست بدالة تحليلية رغم أن تعريفها على مستقيم الأعداد الحقيقية هو ليس إلا الدالة المحايدة.

## خصائص الدوال التحليلية
- مجموع وجداء وتركيب دوال تحليلية ما هو دالة تحليلية.
- مقلوب دالة تحليلية لا تساوي الصفر في أن نقطة، هو دالة تحليلية. (انظر إلى مبرهنة القلب للاغرانج).
- كل دالة تحليلة هي دالة ناعمة، أي أنها قابلة للاشتقاق عددا غير منته من المرات. العكس غير صحيح بالنسبة للدوال الحقيقية (أي أنه ليست كل الدوال الملساء دوالا تحليلية).

## مقارنة الدوال التحليلية الحقيقية بالعقدية
انظر إلى مبرهنة ليوفيل (تحليل عقدي).
{\displaystyle f(x)={\frac {1}{x^{2}+1}}.}